# Colpogyne
Colpogyne é um género botânico pertencente à família Gesneriaceae. Trata-se de um género monoespecífico, ou seja, composto por uma única espécie, a Colpogyne betsiliensis, nativa da região central de Madagáscar, onde se desenvolve em rochas quartzíticas ou gneíssicas e reentrâncias rochosas húmidas e sombreadas no interior da floresta.